# Common-variable immunodeficiency
Common-variabele immunodeficiency afgekort CVID, is een vorm van primaire immuundeficiëntie (PID) die wordt gedefinieerd als een immunologische dysfunctie die gewoonlijk wordt veroorzaakt door een genetische afwijking, al is in dit geval de oorzaak vaak niet gekend of te vinden. Het is de meest voorkomende vorm van PID, alhoewel de aandoening met een prevalentie van 1 op de 50.000 vooralsnog een relatief zeldzame ziekte betreft. CVID is een overkoepelende naam voor ongeveer 27 PID's, die allemaal ongeveer dezelfde symptomen hebben.
CVID wordt gekenmerkt door een laag niveau van specifieke proteïnen in het bloedplasma (immunoglobulinen). Dit wordt ook wel hypogammaglobulinemie genoemd. Het gevolg hiervan is een verlies van antilichamen en een verminderd vermogen om infecties te bestrijden.

## Algemeen
De klinische presentatie en prognose van CVID kan variëren van mild tot ernstig. De aangedane immunoglobulinen spelen hierbij een rol. Er zijn drie belangrijke typen van immunoglobulinen: immunoglobuline G (IgG), immunoglobuline A (IgA) en immunoglobuline M (IgM). Welke zijn aangedaan kan per patiënt verschillen. De diagnose wordt gesteld op basis van een lage hoeveelheid antilichamen. In sommige gevallen zijn antilichamen zelfs volledig afwezig. 
Hoewel de eerste symptomen zich al kunnen openbaren in de kindertijd, kan de ziekte op elk moment in het leven actief worden. Bij slechts 20% wordt de diagnose al in de kinderjaren gesteld. De gemiddelde tijd om de immuundeficiëntie vast te stellen, vanaf het eerste symptoom is 8 jaar. 

## Epidemiologie
Geschat wordt dat ongeveer 1 op de 50.000 Caucasoïden lijdt aan CVID. De ziekte lijkt minder frequent voor te komen bij Aziaten en Amerikaanse Afrikanen. Mannen en vrouwen zijn even vaak aangedaan, maar bij kinderen is er een dominantie onder jongens. Vanwege de zeldzaamheid is het nog niet mogelijk om te bepalen of de ziekte vaker voorkomt bij specifieke etnische groepen. De ziekte wordt in 10-25% van de gevallen autosomaal dominant overgebracht.

## Symptomen
Door het te kort aan antistoffen die ons lichaam beschermen zijn de algemene symptomen van CVID een verhoogde gevoeligheid voor schadelijke organismen van buitenaf (pathogenen), gepaard gaande met een langere herstelperiode. Herhaaldelijk bacteriële infecties, met name van de longen, bijholten en oren komen vaak voor. Er is daardoor een verhoogde kans op chronische longziekten en potentieel levensgevaarlijke complicaties. 1/5 heeft ook last van chronische ziektes van het spijsverteringsstelsel.
Als gevolg daarvan kan er sprake zijn van verminderde longcapaciteit, ademhalingsproblemen, (chronische) sinusitis, buikpijn, een opgeblazen gevoel, overgeven en diarree. Langdurig verlaagde immunoglobulines en vermoeidheid zijn bij iedereen voorkomend, de andere symptomen kunnen heel erg verschillen.
Vaccinaties zijn daardoor ook niet of minder effectief. 
Er bestaat ook een kans op malabsorptie van belangrijke voedingsstoffen. Wanneer de dunne darm is aangedaan, kan er behandeld worden met regelmatige vitamine B12-injecties. Chronische en herhaaldelijke longinfecties kunnen uiteindelijk leiden tot bronchiëctasieën.
Kenmerkend voor CVID is het doormaken van regelmatige en soms ongebruikelijke infecties, bijvoorbeeld orale candidiasis of spruw bij een ouder kind of volwassene zonder dat er sprake is van een andere ziekte die het immuunsysteem verzwakt (bijv. diabetes of aids). 

## Complicaties
Naast de al optredende infecties kunnen er zich ook complicaties voordoen bij CVID. Deze zijn onder andere:
- Auto-immuunmanifestaties: onder andere pernicieuze anemie, autoimmuunanemie, psoriasis, vitiligo, reumatoïde artritis, inflammatoire darmziekte, (primaire) hypothyreoïdie en atropische gastritis. Een bijkomende auto-immuunziekte doet zich voor bij 50% van de aangedane patiënten.
- Maligniteiten: met name non-hodgkinlymfoom en carcinomen in het spijsverteringsstelsel.
- Infiltraties van het lymfatische weefsel, hetgeen kan leiden tot vergrote lymfeklieren, een vergrote lever of milt en de vorming van granulomen in de longen.
- Angst en depressie kunnen optreden als gevolg van de symptomen van CVID en het voortdurend kampen met infecties.

Polyautoimmuniteit, oftewel het hebben van meerdere auto-immuunziekten, komt paradoxaal gezien vaker voor bij patiënten met CVID. Bij meerdere auto-immuunziekten wordt het aangeraden om te testen voor CVID, zeker wanneer er medicatie wordt voorgeschreven om het immuunsysteem te onderdrukken.

## Prognose
De gemiddelde levensverwachting van mannen en vrouwen met de aandoening is ongeveer 42 en 44 jaar oud. Degenen met bijkomende, niet-infectieuze ziekten hebben een slechtere prognose. De kans op overlijden is in die gevallen ook 11 keer zo groot. De levensverwachting kan echter bijna gemiddeld zijn bij degenen die slechts herhaaldelijke infecties doormaakten. Patiënten overlijden vaak niet aan de CVID, maar aan de infecties en complicaties van de aandoening.

## Behandeling
Momenteel is er enkel een symptomatische behandeling met meestal daarbovenop een toediening van antistoffen intraveneus of subcutaan. Genezing is momenteel niet mogelijk omdat de onderliggende oorzaak onduidelijk blijft. Onderzoek is ook minimaal door de lage frequentie van de aandoening.

## Diagnostiek
Het vaststellen van deze ziekte komt vaak zeer hard en onverwachts aan. Het feit dat het chronisch en zeldzaam is verzwaart het hele gegeven. Het internet biedt niet veel zoekmogelijkheden en informatie aan.